# Bernhard Wedler
Bernhard Wedler (Wesseling, 23 de março de 1895 – Berlim, 15 de agosto de 1975) foi um engenheiro civil alemão.
De 1945 a 1950 foi editor do Beton-Kalender.

## Publicações
- Berechnungsgrundlagen für Bauten, Berlim: Wilhelm Ernst und Sohn, 1948